# Peter Cushing
Peter Wilton Cushing (Kenley, 26 mei 1913 – Canterbury (Engeland), 11 augustus 1994) was een Engelse acteur die vooral bekend is door zijn optreden in horrorfilms en zijn rol als Grand Moff Tarkin in de Star Wars saga.

## Leven en werk

### Eerste jaren
Peter Cushing werd geboren in Engeland, waar hij acteerlessen nam en toneel speelde, maar hij besloot in 1939 om naar Hollywood te trekken. Hij maakte daar zijn filmdebuut met een kleine rol in de Hollywoodfilm The Man in the Iron Mask uit 1939. Later volgden nog enkele kleine films waarin hij onder meer werkte met de acteurs Stan Laurel en Oliver Hardy (A Chump at Oxford) en met regisseurs zoals George Stevens, Frank Lloyd en James Whale. In 1941 keerde hij terug naar Engeland.

### Doorbraak
Na de Tweede Wereldoorlog kwam zijn carrière pas echt op gang. Zijn doorbraak kwam er in 1948 in het door Laurence Olivier verfilmde Shakespearedrama Hamlet naast Olivier. 

### Horrorfilmacteur
Daar leerde hij ook zijn beste vriend, Christopher Lee, kennen met wie hij later nog veel ging samenwerken in horrorfilms (hoewel hij eigenlijk niet van horrorfilms hield). Op de Britse televisie werd hij al snel bekend, maar in de filmwereld werd hij pas een ster toen hij begon samen te werken met Hammer Film Productions. Daardoor kreeg hij rollen als Dr. Frankenstein, Dr. Abraham van Helsing en Sherlock Holmes. Cushing was dan ook bekend als een groot horrorfilmacteur, die in nog vele andere films speelde met onder andere Christopher Lee, en in een aantal Dr. Who-films (1965, 1966).

### Latere carrière
De rol die het bekendst is gebleven is wellicht die van Grand Moff Wilhuff Tarkin in de beroemde sciencefictionfilm Star Wars Episode IV: A New Hope (1977) van George Lucas. 
De sciencefiction avonturenfilm Biggles (1986) was Cushings laatste film. Hij deed nog enkele televisieoptredens, schreef twee autobiografieën en een kinderboek en maakte werk van zijn hobby's schilderkunst en ornithologie. Hij verscheen voor het laatst op het scherm, samen met Christopher Lee, in de Hammer Film-documentaire Flesh and Blood: The Hammer Heritage of Horror (1994) die enkele weken voor zijn overlijden werd opgenomen.

### Onderscheiding
In 1989 werd hij benoemd tot ‘Officer of the British Empire’ als erkenning voor zijn bijdragen aan het theater zowel in Engeland als wereldwijd.

### Privéleven
Cushing trouwde in 1943 met Violet Hélène beck en bleef met haar gehuwd tot aan haar overlijden in 1971.
Hij overleed in 1994 op 81-jarige leeftijd aan prostaatkanker.

## Trivia
- De laarzen die hij had gekregen voor de rol van Grand Moff Tarkin in Star Wars waren veel te klein en waren pijnlijk om te dragen. Daarom vroeg hij aan George Lucas of hij sandalen mocht dragen. George Lucas stemde ermee in. In het merendeel van de scènes zijn de benen van Cushing dan ook niet te zien.

## Filmografie
- Biggles (1986)
- Sword of the Valiant: The Legend of Sir Gawain and the Green Knight (1984)
- Top Secret! (1984)
- Helen Keller: The Miracle Continues (1984) (tv)
- The Masks of Death (1984) (tv)
- House of the Long Shadows (1983)
- Monster Island (1981)
- A Tale of Two Cities (1980) (tv)
- Black Jack (1980)
- Arabian Adventure (1979)
- A Touch of the Sun (1979)
- Son of Hitler (1978)
- Standarte, Die (1977)
- The Uncanny (1977)
- Shock Waves (1977)
- Star Wars (1977)
- The Great Houdini (1976) (tv)
- Land of the Minotaur (1976)
- At the Earth's Core (1976)
- Trial by Combat (1976)
- The Ghoul (1975)
- Legend of the Werewolf (1975)
- The Legend of the 7 Golden Vampires (1974)
- Tendre Dracula (1974)
- Frankenstein and the Monster from Hell (1974)
- The Beast Must Die (1974)
- Madhouse (1974)
- The Satanic Rites of Dracula (1974)
- Shatter (1974)
- Horror Express (1973)
- And Now the Screaming Starts! (1973)
- The Creeping Flesh (1973)
- From Beyond the Grave (1973)
- Dracula AD 1972 (1972)
- Asylum (1972)
- Dr. Phibes Rises Again (1972)
- Fear in the Night (1972)
- Tales from the Crypt (1972)
- Nothing But the Night (1972)
- I, Monster (1971)
- Twins of Evil (1971)
- Incense for the Damned (1971)
- The Vampire Lovers (1970)
- One More Time (1970)
- The House That Dripped Blood (1970)
- Frankenstein Must Be Destroyed (1969)
- Scream and Scream Again (1969)
- The Blood Beast Terror (1968)
- Frankenstein Created Woman (1967)
- The Mummy's Shroud (1967)
- Some May Live (1967)
- Corruption (1967)
- Torture Garden (1967)
- Night of the Big Heat (1967)
- Island of Terror (1966)
- Daleks' Invasion Earth: 2150 A.D. (1966)
- The Skull (1965)
- She (1965)
- Dr. Terror's House of Horrors (1965)
- Dr. Who and the Daleks (1965)
- The Gorgon (1964)
- The Caves of Steel (1964) (tv)
- The Evil of Frankenstein (1964)
- The Man Who Finally Died (1963)
- The Plan (1963) (tv)
- Captain Clegg (1962)
- Peace with Terror (1962) (tv)
- The Naked Edge (1961)
- Fury at Smugglers' Bay (1961)
- The Hellfire Club (1961)
- Cash on Demand (1961)
- Sword of Sherwood Forest (1960)
- The Brides of Dracula (1960)
- Cone of Silence (1960)
- Suspect (1960)
- The Mummy (1959)
- John Paul Jones (1959)
- The Hound of the Baskervilles (1959)
- The Flesh and the Fiends (1959)
- The Revenge of Frankenstein (1958)
- Violent Playground (1958)
- Dracula (1958)
- The Winslow Boy (1958) (tv)
- Uncle Harry (1958) (tv)
- The Abominable Snowman (1957)
- The Curse of Frankenstein (1957)
- Time Without Pity (1957)
- Home at Seven (1957) (tv)
- Gaslight (1957) (tv)
- Alexander the Great (1956)
- Richard of Bordeaux (1955) (tv)
- Magic Fire (1955)
- The End of the Affair (1955)
- The Browning Version (1955) (tv)
- The Creature (1955) (tv)
- The Moment of Truth (1955) (tv)
- 1984 (1954) (tv)
- The Black Knight (1954)
- The Face of Love (1954) (tv)
- Beau Brummell (1954) (tv)
- Tovarich (1954) (tv)
- Anastasia (1953) (tv)
- Number Three (1953) (tv)
- Rookery Nook (1953) (tv)
- The Noble Spaniard (1953) (tv)
- A Social Success (1953) (tv)
- Portrait by Peko (1953) (tv)
- The Silver Swan (1952) (tv)
- Moulin Rouge (1952)
- Bird in Hand (1952) (tv)
- If This Be Error (1952) (tv)
- When We Are Married (1951) (tv)
- Eden End (1951) (tv)
- Hamlet (1948)
- The Woman in the House (1942)
- They Dare Not Love (1941)
- Dreams (1940)
- The Howards of Virginia (1940)
- Women in War (1940)
- The Hidden Master (1940)
- A Chump at Oxford (1940)
- Vigil in the Night (1940)
- Laddie (1940)
- The Man in the Iron Mask (1939)

## Publicaties
- Peter Cushing: Peter Cushing: An Autobiography (autobiografie, 1986)
- Peter Cushing: Past Forgetting: Memoirs of the Hammer Years (autobiografie, 1988)
- Peter Cushing: The Bois Saga (kinderboek, 1994)

- Bibsys: 90893286
- Biblioteca Nacional de España: XX1072908
- Bibliothèque nationale de France: cb12090514c (data)
- Catàleg d'autoritats de noms i títols de Catalunya: 981058612512206706
- Gemeinsame Normdatei: 119142082
- International Standard Name Identifier: 0000 0001 2099 2623
- Library of Congress Control Number: n77005214
- MusicBrainz: eaa6b830-667d-45bc-b085-468b693fa1c4
- Nationale Bibliotheek van Tsjechië: xx0078542
- Nationale bibliotheek van Australië: 35749335
- Nationale Bibliotheek van Israël: 987007342406705171
- Nederlandse Thesaurus van Auteursnamen: 071808701
- SNAC: w6ms50kv
- Système universitaire de documentation: 029236908
- Trove: 1069969
- Virtual International Authority File: 14797137
- WorldCat: E39PBJpyrWVDQtxrCJWcBbTGpP